# Cepelin
Cepelin (izvirno nemško Zeppelin) je bila vodljiva toga zračna ladja, ki jo je izumil grof Ferdinand von Zeppelin.
Prvi cepelini je poletel leta 1900 in se je imenoval LZ1. Od dveh zadnjih velikih zrakoplovov LZ 127 Graf Zeppelin in LZ 129 Hindenburg se je Hindenburg leta 1937 po potniškem poletu čez Atlantik tik pred pristankom v Lakehurstu (New Jersey) vnel in zagorel, pri tem je umrlo 35 potnikov. Danes cepeline uporabljajo v znanstvene namene. 